# Carlos Turrubiates
Carlos Turrubiates Pérez (ur. 24 stycznia 1968 w Reynosie) – meksykański piłkarz występujący na pozycji środkowego obrońcy, w późniejszym czasie trener.

## Kariera klubowa
Turrubiates jest wychowankiem zespołu Club León, z którym po sezonie 1989/1990 awansował z drugiej do pierwszej ligi. W meksykańskiej Primera División zadebiutował 29 września 1990 w zremisowanym 0:0 meczu z Monterrey, natomiast premierowego gola strzelił 26 kwietnia 1992 w wygranej 2:1 konfrontacji z Correcaminos UAT. W tych samych rozgrywkach – 1991/1992 – odniósł największy sukces w karierze, zdobywając z Leónem tytuł mistrza Meksyku. W drugim meczu finałowym z Pueblą, wygranym ostatecznie 2:0, strzelił pierwszą bramkę.
Latem 1993 Turrubiates przeszedł do jednego z najbardziej utytułowanych zespołów w kraju – Chivas de Guadalajara. Jego barwy reprezentował przez trzy lata, przeważnie w roli podstawowego zawodnika, jednak nie zdołał wywalczyć z Chivas większych osiągnięć i powrócił do Leónu. Po dwóch sezonach spędzonych w swoim macierzystym klubie został graczem stołecznego Atlante FC. W ekipie tej grał przez rok, a profesjonalną karierę piłkarską zakończył w wieku 32 lat podczas trzeciego już pobytu w Leónie.

## Kariera reprezentacyjna
W seniorskiej reprezentacji Meksyku Turrubiates zadebiutował w 1993 roku. Kilka tygodni później został powołany przez selekcjonera Miguela Mejíę Baróna na turniej Copa América. Debiutujący wówczas w tych rozgrywkach Meksykanie doszli aż do finału, przegrywając ostatecznie 1:2 z Argentyną. W tym samym roku znalazł się w składzie na Złoty Puchar CONCACAF, gdzie jego kadra narodowa zajęła pierwsze miejsce, wygrywając turniej. Swój bilans reprezentacyjny Turrubiates zamknął na siedmiu rozegranych meczach bez zdobyczy bramkowej.

## Kariera trenerska
Karierę szkoleniową Turrubiates rozpoczynał jako asystent Carlosa Reinoso w swojej byłej drużynie, Atlante FC. W jesiennym sezonie Apertura 2003 przez krótki czas prowadził drugoligową ekipę Trotamundos de Tijuana, a później objął funkcję trenera rezerw i juniorów w klubie Tigres UANL z siedzibą w mieście Monterrey. W trakcie sezonu Apertura 2010 zastąpił Sergio Bueno na stanowisku szkoleniowca drugoligowego Tiburones Rojos de Veracruz. Poprowadził tę drużynę w czternastu meczach, notując pięć zwycięstw, dwa remisy oraz siedem porażek i doszedł z Veracruz do dwumeczu finałowego fazy play–off, gdzie jednak przegrał łącznym wynikiem 0:3 (0:2, 0:1) z Tijuaną.